# Klenovik, Slovenia
Klenovik este o localitate din comuna Škocjan, Slovenia, cu o populație de 107 locuitori.